# Roberto Emílio da Cunha
Roberto Emílio da Cunha, conhecido como Roberto, (Niterói,  20 de junho de 1912 — Niterói, 20 de março de 1977) foi um futebolista brasileiro que atuou como atacante.

## Carreira
Em sua carreira (1923-1941) jogou por São Bento-RJ, São Cristóvão e Flamengo.
Pela Seleção Brasileira de Futebol ele participou da Copa do Mundo de 1938, onde disputou dois jogos marcando um gol.